# Ambodiharina
Ambodiharina is een plaats en commune in het oosten van Madagaskar, behorend tot het district Mahanoro, dat gelegen is in de regio Atsinanana. Tijdens een volkstelling in 2001 telde de plaats 20.217 inwoners.
- Library of Congress Control Number: n00100899
- Nationale Bibliotheek van Israël: 987007478072605171
- Virtual International Authority File: 145381227